# Танис
Танис (на гръцки: Τάνις; на иврит: Цоан) е административен център на 14-и ном в египетската делта на Нил, на източния ръкав – Танитски (сега Муиз).
Според Библията (Числ. 13, 23) Танис е основан 7 години след Хеврон. Не е ясно как да се тълкува това, но във всеки случай, първите безспорни следи за съществуването на града се отнасят към XII династия. Тук са намерени колосите (статуи) на Аменемхет I, основал храм, Усертесени (един от тях сега е в Берлин) и др.
При временното разпадане на монархията при Хиксосите Танис е център на северната половина на Египет. Особено голям разцвет градът достига по време на постоянните войни с Азия при XIX династия, когато царете (Сети I, Рамзес II, Мернептах) често са пребивавали тук, заради близостта със сирийската граница. Може би фактът, че тези царе са почитали Сет, отчасти е обусловен от това, че богът е местен за Танис. XXI династия, наречена от Манетон „танитска“ превръща Танис в столица, оставяйки Тива на жреците. Заради това в псалмите (Исаия 19, 13), се споменават „князете цоански“.
По времето на додекархията тук властва Педубаст I, а в персийско време – княз Тахос, изпълняващ различни жречески длъжности. Градът процфтява и в гръко-римско време. Намерени са останки от храма, издигнат от Птолемеите, както и множество частни жилища. Особено интересен е домът на Бокхауи, обзаведен с типично египетски вещи, библиотека с демотически папируси и статуя на собственика с демотически надпис. До него се намира жилището на римски чиновник с обзавеждане в западен стил и гръцки папируси. И двете жилища са от II век. Сега на мястото на Танис е рибарското село Сан, населено с копти башмурити.
Разкопки в Танис са провеждали:
- Лепсиус, намерил тук през 1866 г. прочутия Канопски декрет;
- Мариет, намерил руините на храма и множество скулптурни паметници;
- Флиндерс-Питри, провел систематически изследвания през 1884 г.